# Petr Kopfstein
Petr Kopfstein (* 18. březen 1978) je český akrobatický pilot, reprezentující Českou republiku v letecké akrobacii v kategorii Unlimited a v seriálu Red Bull Air Race. Je historicky prvním vítězem Red Bull Air Race Challenger Cupu. Po vítězství v Challenger Cupu v roce 2014 se v odborné i laické veřejnosti spekulovalo o jeho účasti v hlavní kategorii Masters. Přestup do Master Class se stal nakonec skutečností pro sezónu 2016, ve které se na sklonku sezóny 2015 rozhodli dál nepokračovat Brit Paul Bonhomme a Maďar Péter Besenyei.
Petr Kopfstein pochází z Karlových Varů, jeho domovské letiště je nyní Toužim - LKTO.
V roce 2014 se stal mistrem ČR v letecké akrobacii v nejvyšší kategorii Unlimited. Tohoto úspěchu dosáhl na stroji Extra 300SC.
V roce 2015 se Petr Kopfstein opět účastnil seriálu Red Bull Air Race v kategorii Challenger, v posledním závodě, jehož výsledek se bere jako výsledek celé série, byl na 4. místě. Celkově spolu s dalšími dvěma piloty nasbíral 28 bodů, což jej podle bodového ohodnocení pasuje na 1.-3. pozici.
19. ledna 2016 bylo potvrzeno, že Petr Kopfstein postoupil po dvou letech v kategorii Challenger do nejvyšší kategorie Master Class, společně s Peterem Podlunšekem ze Slovinska.

## Red Bull Air Race

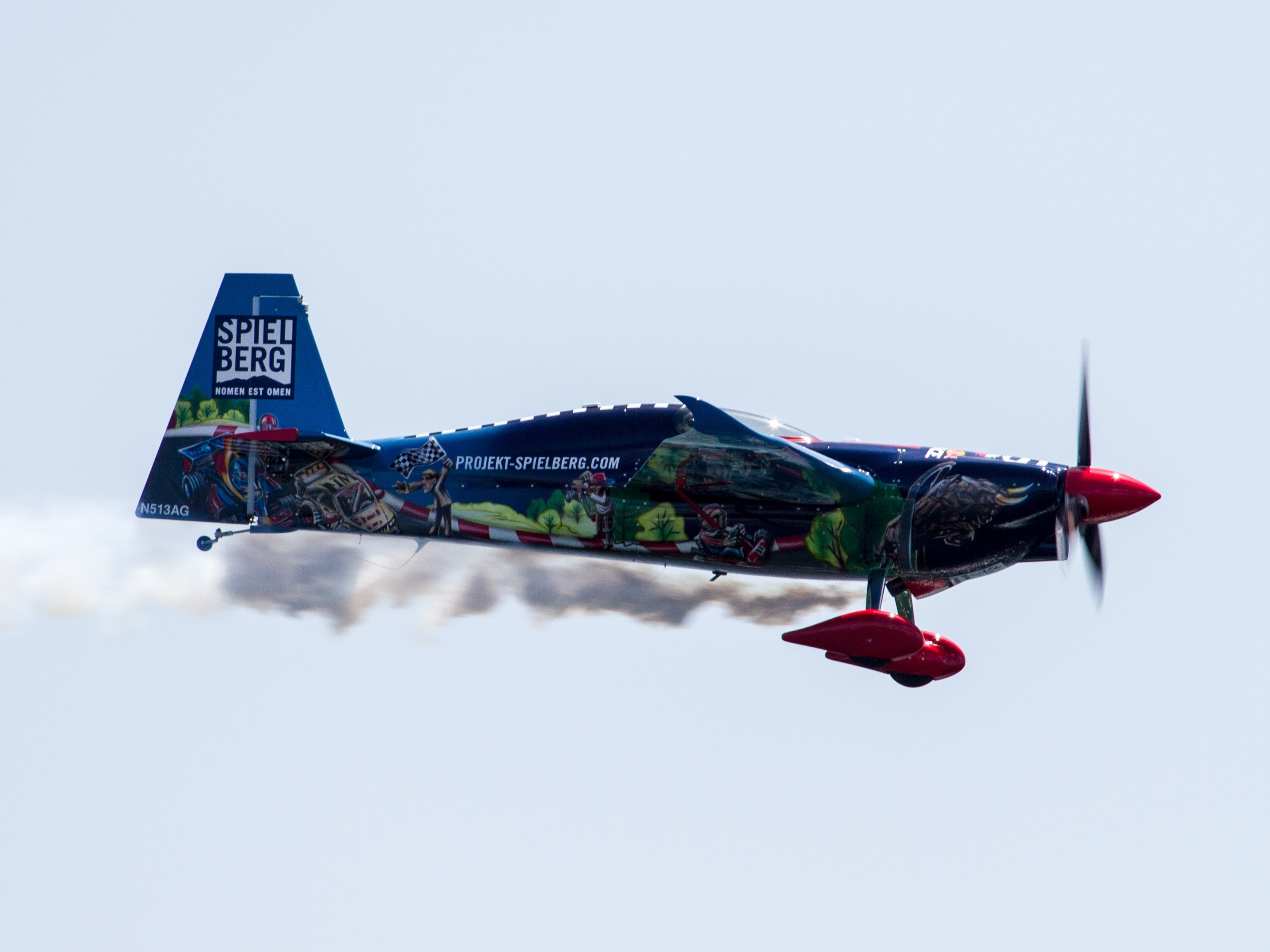
N513AG 2017 Red Bull Air Race of Chiba

| Petr Kopfstein v Red Bull Air Race | Petr Kopfstein v Red Bull Air Race | Petr Kopfstein v Red Bull Air Race |
| Rok                                | Body                               | Umístění                           |
| 2014 - Challenger                  | 20                                 | 1.                                 |
| 2015 - Challenger                  | 28                                 | 2.                                 |
| 2016 - Masters                     | 4                                  | 14.                                |
| 2017 - Masters                     | 43                                 | 5.                                 |
| ---------------------------------- | ---------------------------------- | ---------------------------------- |

## Úspěchy
- 2015 – 1.-3. místo Red Bull Air Race Challenger Cup, 2. místo Mistrovství ČR v kategorii Unlimited, 1. místo v soutěži Karlovarský pohár v kategorii Unlimited
- 2014 – 1. místo Red Bull Air Race Challenger Cup, 1. místo Mistrovství ČR v kategorii Unlimited, 1. místo v soutěži Karlovarský pohár v kategorii Advanced, 16. místo na Evropském šampionátu v Maďarsku
- 2013 – 14. místo Mistrovství světa, Texas, USA, 2. místo Mistrovství ČR v kategorii Unlimited
- 2012 – 1. místo v soutěži Karlovarský pohár v kategorii Advanced, 5. místo v soutěži Aerobatic Freestyle Challenge v Praze - Letňanech